# Mannheims slott
Mannheims slott (tyska: Schloss Mannheim) är ett barockslott i Mannheim i det tyska förbundslandet Baden-Württemberg.

## Bakgrund
Slottet byggdes 1720–1759, sedan kurfursten Karl III Filip av Pfalz år 1720 flyttade sitt hov från Heidelberg. Slottet blev svårt skadat i de allierades bombningar under andra världskriget, men har sedan dess återuppbyggts. Numera inhyser slottet Mannheims universitet.